# Eutichurus valderramai
Eutichurus valderramai là một loài nhện trong họ Miturgidae.
Loài này thuộc chi Eutichurus. Eutichurus valderramai được miêu tả năm 1994 bởi Bonaldo.